# Ospice
Ospice (lat. morbilli - „mala bolest“) su virusna, vrlo zarazna bolest iz grupe osipnih groznica, koja uglavnom pogađa djecu. 
Izaziva ih morbili virus. Bolest se klinički manifestira općom slabošću, malaksalošću, groznicom, zapaljenskim promjenama na spojnici oka, koja pokriva unutrašnju površinu kapaka, sluznici dišnih organa i pojavom osipa, koji se postupno širi po koži od lica i vrata, prema trupu i udovima. 
Inkubacija kod morbila je ustaljenja i iznosi 10-11 dana i bez ikakvih je simptoma, a u posljednjoj trećini inkubacije, bolesnik je infektivan. Klinička slika bolesti prolazi kroz tri stadija, a u nekim slučajevima može se okončati i komplikacijama kao što su zapaljenje pluća i mozga.
Izvor zaraze je bolesnik 4 dana prije i 4 dana nakon izbijanja osipa. Budući da se virus vrlo lako prenosi s čovjeka na čovjeka, zarazit će se više od 90 % osoba koje su bile u kontaktu s bolesnikom, ako nisu cijepljene ili nisu preboljele ospice. Virus se širi govorom, kašljanjem i kihanjem.
Dijagnoza ospica postavlja se na osnovi kliničke slike i otkrivanjem antitijela u krvi. Specifična terapija ospica ne postoji. Njena pojava i komplikacije mogu se spriječiti, cijepljenjem djece od dvanaestog mjeseca starosti, zahvaljujući kojoj je veliki broj slučajeva u prošlosti značajno smanjen. U većini zemalja, bolest podliježe obveznom prijavljivanju.
Prije nego što je cijepljenje postalo široko rašireno, ospice su bile vrlo česta bolest u djetinjstvu, tako da je 90 % stanovništva bilo zaraženo do dobi od 20 godina. Broj slučajeva ospica znatno je pao pa su ospice danas rijetka bolest i javljaju se samo sporadično.